# Бурлуши (Арђеш)
Бурлуши (рум. Burluși) насеље је у Румунији у округу Арђеш у општини Чофранђени. Oпштина се налази на надморској висини од 394 m.

## Становништво
Према подацима из 2002. године у насељу је живело 363 становника, од којих су сви румунске националности.